# Grigori Kógan
Grigori Kógan   (Mahiliou, 24 de juny de 1901 (Julià) - Moscou, 9 d'agost de 1979), nom complet amb patronímic Grigori Mikhàĭlovitx Kógan rus: Григо́рий Миха́йлович Ко́ган, va ser un pianista clàssic soviètic, musicòleg i professor de música.

## Vida i obra
Grigori Kógan va arribar a Kíev el 1911 als deu anys. Va estudiar allà amb Vladímir Pukhalski, que també va ensenyar a la família Horowitz. Als 19 anys es va doctorar a Kíev i aviat va ser nomenat professor del Conservatori de Kíev, on va romandre fins al 1926. Com a pianista, tenia un repertori enorme. Sovint actuava en duo amb Grigory Ginzburg i Heinrich Neuhaus.
Més tard, com a professor del Conservatori de Moscou, va desenvolupar un curs titulat Història i teoria del piano, el primer d'aquest tipus a la Unió Soviètica. A finals dels anys quaranta va ser víctima del sistema polític soviètic, que intentava acabar amb tot el cosmopolitisme intel·lectual. Gregori Kogan va perdre la seva posició al Conservatori de Moscou durant aquestes accions. Les seves "constants publicacions sobre compositors estrangers" com Ferruccio Busoni o François Couperin van ser motiu suficient per processar-lo i treure'l del conservatori.
El conegut compositor i director del Conservatori de Kazan, Näcip Cihanov, que va poder mantenir la seva posició durant aquests temps, va oferir a Kogan una càtedra al seu conservatori. Durant aquest període, Kogan es va convertir en una figura central de la vida intel·lectual de Kazan. Entre els seus estudiants hi havia la compositora russa Sofia Gubaidúlina. Anys més tard, de retorn a Moscou, es va concentrar en la composició de literatura musicològica. També va oferir nombrosos concerts. Se li va prohibir viatjar als països occidentals, raó per la qual va romandre relativament desconegut allà. Al món anglòfon, finalment es va conèixer com l'autor de la monografia Busoni com a pianista (traduïda del rus a l'anglès per Svetlana Belsky).